# Nasra
Nasra è una suddivisione dell'India, classificata come census town, di 10.560 abitanti, situata nel distretto di Nadia, nello stato federato del Bengala Occidentale. In base al numero di abitanti la città rientra nella classe IV (da 10.000 a 19.999 persone).

## Geografia fisica
La città è situata a 23° 09' 53 N e 88° 34' 48 E.

## Società

### Evoluzione demografica
Al censimento del 2001 la popolazione di Nasra assommava a 10.560 persone, delle quali 5.237 maschi e 5.323 femmine. I bambini di età inferiore o uguale ai sei anni assommavano a 991, dei quali 491 maschi e 500 femmine. Infine, coloro che erano in grado di saper almeno leggere e scrivere erano 8.158, dei quali 4.342 maschi e 3.816 femmine.